# Kunmadaras
Kunmadaras est un village et une commune du comitat de Jász-Nagykun-Szolnok en Hongrie.

## Histoire
- En 1944, la ville comptait 8 000 habitants, dont 250 juifs. En avril, ils ont tous été déportés vers Auschwitz. Seulement 73 personnes revinrent dans la commune. Durant leurs absences, leurs biens furent confisqués par l'administration communale[1].

- En mai 1946, soit après la Seconde Guerre mondiale et la Shoah, la ville fut le théâtre d'un pogrom anti-juif : le pogrom de Kunmadaras[2]. Sous couvert de l'accusation de meurtre d'enfants chrétiens et de l'accusation de se livrer à du marché noir, de 2 à 4 juifs furent tués ainsi qu'une quinzaine blessés par des fascistes antisémites[3]. Un groupe de femmes attaqua un marchand d’œufs du nom de Ferenc Kuti, la foule le suivit jusqu'à sa maison, Balsazs Kalman le frappa à mort avec une barre de fer[4].